# 費爾蘭 (伊利諾伊州)
費爾蘭（英語：Fairland）是位於美國伊利諾伊州尚佩恩縣的一個非建制地區。該地的面積和人口皆未知。

## 地理
費爾蘭的座標為40°52′35″N 88°06′06″W / 40.87639°N 88.10167°W，而該地的平均海拔高度為199米（即653英尺）。